# Nikki Grahame
Nicola Rachele-Beth Grahame (Northwood, 28 de abril de 1982 – Stanmore, 9 de abril de 2021) fue una personalidad de televisión y autora británica. Fue concursante de la séptima temporada del reality show Big Brother en 2006, donde quedó en quinto lugar. Tras el programa, protagonizó su propia serie de telerrealidad, Princess Nikki, y ganó el National Television Award a la concursante más popular. En 2010, Grahame fue subcampeona de Ultimate Big Brother, y en 2015 apareció como invitada en la decimosexta temporada de Big Brother. En 2016, compitió en la cuarta temporada de Big Brother Canadá, terminando en sexto lugar.
Grahame sufrió anorexia nerviosa durante toda su vida. Publicó los libros Dying to Be Thin (2009) y Fragile (2012), ambos basados en sus experiencias con la enfermedad. Murió por complicaciones de la anorexia nerviosa el 9 de abril de 2021, a los 38 años.

## Primeros años
Grahame nació el 28 de abril de 1982 en Northwood, Londres, Inglaterra. Describió su primera infancia como "la más feliz de su vida", pero cuando tenía ocho años, sus padres se divorciaron y su abuelo, al que estaba muy unida, murió de cáncer. Grahame, que había sido descrita como una "niña de papá", quedó trastornada por el divorcio de sus padres, tras lo cual fue criada por su madre Susan. Grahame asistió a la Northwood School, Londres.

### Anorexia nerviosa
Grahame desarrolló un trastorno alimentario que llevó a sus padres a ingresarla en la unidad de trastornos alimentarios infantiles del hospital psiquiátrico de Maudsley. Estuvo ingresada seis semanas, pero al salir volvió a comer poco y, varios meses después, la llevaron de urgencia a la unidad de urgencias del hospital de Hillingdon, donde la alimentaron a la fuerza a través de una sonda nasal. Después la trasladaron a la unidad psiquiátrica infantil y familiar de Collingham Gardens, al oeste de Londres, donde le aumentaron el peso. Tras ocho meses, se le permitió volver a casa. Durante 18 meses, Grahame permaneció en casa y asistió a la escuela secundaria Northwood de Hillingdon, al oeste de Londres, antes de empezar a perder peso de nuevo. La volvieron a ingresar en Collingham Gardens, donde permaneció seis meses, y luego la llevaron al Great Ormond Street Hospital, donde ingresó en una sala de psiquiatría y trastornos alimentarios.
Grahame se negó a aceptar voluntariamente el tratamiento y comentó: "Tenía la misión de morirme de hambre... Estaba obsesionada". Esto culminó en varios intentos de suicidio. A los 12 años, robó un paquete de pastillas de paracetamol de los suministros del hospital y se tragó algunas. Poco después, su peso disminuyó drásticamente y entró en coma; en un momento dado, los médicos pronosticaron que estaba a unos minutos de la muerte. Tras este incidente, Grahame fue alimentada a la fuerza a través de una sonda cosida en el interior de su estómago, pero cuando recuperó la consciencia, intentó quitarse el aparato continuamente.
Grahame acabó ingresando en Rhodes Farm, una clínica de trastornos alimentarios de Mill Hill, al norte de Londres, y al cabo de seis meses empezó a mostrar signos de mejoría. Se despertó una mañana y pensó, 'Qué te estás haciendo?'" A los 16 años, su peso había aumentado y le dieron el alta de la clínica. Grahame tuvo una recaída a los 18 y pasó un tiempo en un pabellón para adultos con trastornos alimentarios. En el proceso de superación de su trastorno alimentario, desarrolló un trastorno obsesivo-compulsivo relacionado con un miedo crónico a los gérmenes.

## Carrera

### 2003–2005: Primeras apariciones en los medios
Antes de aparecer en Big Brother, Grahame actuó como extra en la telenovela de BBC One EastEnders e interpretó a la mujer de un futbolista en Dream Team, de Sky One. En 2003, fue concursante en el programa de citas de la ITV Blind Date. Grahame, que había obtenido un NVQ en terapia de belleza, participó en 2004 en el concurso Miss Hertfordshire, donde quedó cuarta.

### 2006:Big Brother 7
En mayo de 2006, Grahame se inscribió como concursante en la séptima serie del reality televisivo Big Brother, de Channel 4, en la que se hizo conocida por su comportamiento, como berrinches, teatralidad en la sala de redacción y relación sentimental con Pete Bennett, el ganador de la serie. Durante su estancia en Big Brother, los periódicos sensacionalistas informaron de que Grahame había padecido anorexia nerviosa durante la mayor parte de su adolescencia y varias veces había intentado suicidarse tomando una sobredosis de paracetamol. Los medios de comunicación criticaron la decisión del programa de incluir a una concursante con problemas de salud mental; los expertos afirmaron que no se le debería haber permitido participar. Sin embargo, la propia Grahame admitió en su autobiografía que ocultó intencionadamente su diagnóstico y su historial psiquiátrico al equipo de Big Brother, y que sólo admitió la verdad cuando ya estaba en la casa y tenía problemas.
Durante su primera estancia en la casa de Big Brother, Grahame fue nominada para el desalojo cuatro veces y finalmente fue eliminada en el día 58 tras obtener el 37,2% de los votos del público. Menos de cuatro semanas después de su salida, ella y otros tres excompañeros de casa fueron votados para entrar en la "Casa de al lado" por el 63% del público votante. Los concursantes restantes eligieron a Grahame para volver a la casa principal, aunque ella ya había sido desalojada. Grahame fue readmitida como concursante elegible y se le volvió a dar la oportunidad de recibir el premio de 100.000 libras esterlinas; provocando que 2.700 telespectadores se quejaran al organismo de control telefónico ICSTIS.
Tras ser nominada para ser desalojada por Susie Verrico, que acababa de entrar en la casa, Grahame gritó furiosa en la sala de redacción: “Who is she?! Who is she?! Who is she?! Where did you find her?”. El estallido se convirtió en un momento icónico en la historia del programa.
Grahame terminó el programa en quinto lugar con el 6,5% de los votos finales. La respuesta del público fue menos positiva de lo que había sido en su anterior desalojo, cuando se marchó entre cánticos unánimes y vítores. La presentadora Davina McCall intentó entrevistar a Grahame, pero ella se mostró reacia a hablar, diciendo que estaba asustada y conmocionada por los abucheos del público. La entrevista en directo de Grahame fue interrumpida y fue conducida fuera del escenario.

### 2007–2009: después deBig Brother 7
Tras abandonar la casa de Big Brother, Grahame presentó la sección "Celebrity Spotting" en un episodio de The Friday Night Project que normalmente presentaba Debra Stephenson. Grahame también ha copresentado varios episodios de Celebrity Soup, junto a Iain Lee en el canal por satélite E! Entertainment Television. Tras su primera expulsión, se anunció una serie de telerrealidad similar a Simple Life que Grahame protagonizaría. El programa seguía sus intentos de mantener un trabajo cotidiano y se inspiraba en su infructuoso paso como asistente personal en una tarea de Big Brother. Princess Nikki se estrenó en E4 el 6 de septiembre y duró seis semanas.
Grahame hizo apariciones personales, que incluyeron la participación en varios programas de televisión como Celebrity Scissorhands y 8 out of 10 Cats, y apariciones en noches de estudiantes y clubes. El 24 de marzo de 2007, Grahame apareció en una edición especial "Goodies and Baddies" del programa de juegos The Weakest Link. Durante la tercera ronda, fue el eslabón más fuerte del equipo (respondió correctamente al mayor número de preguntas y ganó más dinero), pero fue eliminada en la quinta ronda tras convertirse en el eslabón más débil del equipo. En mayo de 2007, Grahame participó en el torneo benéfico Soccer Six en el Racecourse Ground de Wrexham.
En junio de 2007, Grahame regresó a la franquicia de Big Brother como reportero del programa derivado Big Brother's Little Brother. Conocido como "The B-Team", Grahame y otros antiguos compañeros de casa fueron enviados a entrevistar a la gente sobre sus opiniones acerca de Big Brother 8. También escribió una columna sobre Gran Hermano en la revista "Big Brother". También escribió una columna sobre Big Brother en la revista OK!. En septiembre de 2007, Grahame recibió una columna regular en la revista OK! en la sección "Hot Stars".

### 2010:Ultimate Big Brother
El 24 de agosto de 2010, Grahame compitió en Ultimate Big Brother, en el que fue la única concursante que representó a Big Brother 7. Grahame fue nominada para una doble expulsión en la segunda semana del programa junto a cinco de sus compañeros. Grahame sobrevivió a la votación pública tras obtener menos votos que al menos dos de los otros nominados. El 10 de septiembre, Grahame se convirtió en la segunda finalista del programa, recibiendo una reacción positiva de la audiencia tras perder contra el ganador de Big Brother 2, Brian Dowling, en la votación final. Grahame terminó el programa tres puestos por encima de su posición en Big Brother 7.
Durante su estancia en Ultimate Big Brother, Grahame parecía sentirse más cómoda hablando de su anorexia; en particular, conversó con Vanessa Feltz, que también ha tenido problemas con su peso.

### 2015–2021:Big Brother Canadá 4y proyectos finales
En 2015, Grahame participó en la decimosexta temporada de Big Brother como "time warp housemate". En septiembre de 2015, colaboró con JYY London para diseñar una gama de prendas de moda para mujeres menudas. En una entrevista con la revista Reveal, Grahame declaró:
He ido de compras y he diseñado muchas cosas yo misma. Desde el principio dije que quería ser muy activa, desde la elección de los tejidos hasta el diseño de las etiquetas, y creo que lo he conseguido. Me encanta que sea una colección petite, porque el tallaje es algo con lo que siempre tengo problemas.
El 23 de febrero de 2016, Grahame fue anunciada como uno de los cuatro "comodines internacionales" que representaban a Big Brother UK y que podían entrar en la casa de Big Brother Canadá a través de una votación en línea. Tras el primer desalojo de la serie, el 3 de marzo de 2016, se reveló que Grahame, junto con Tim Dormer, el ganador de la décima temporada de Big Brother Australia, habían sido votados para entrar en la casa. Ambos quedaron inmunes a la eliminación durante esa semana. El 14 de abril, Grahame fue votada entre las dos primeras opciones canadienses para convertirse en la Head of Household (HoH) de la semana, pero perdió una competición contra sus compañeros Nick & Phil Paquette. El 24 de abril, la jefa de la casa Cassandra nominó a Grahame para ser desalojada como "peón" para desalojar a un objetivo mayor. El 28 de abril, sobrevivió a este intento de desalojo cuando Jared Kesler fue desalojado en una votación de desalojo 3:1. Sin embargo, en un giro de doble desalojo, Grahame fue nominada de nuevo para el desalojo junto con Dormer por los HoH Nick y Phil. Dormer fue vetado y sustituido por Joel Lefevre. Grahame se convirtió entonces en la décima invitada de la casa en ser expulsada en una votación de desalojo 3:0 y recibió una gran ovación de la audiencia del estudio. Grahame fue expulsada el día 63, el día de su 34 cumpleaños. Como resultado de su eliminación, Grahame fue el quinto miembro del jurado de nueve personas que decidió el ganador de la temporada en la noche de la final. Ella, junto con otros seis miembros del jurado, votaron por Nick y Phil como ganadores de la serie.
En agosto de 2017, Grahame apareció en el documental de Channel 5 "In Therapy", que se emitió el 3 de agosto de 2017. El programa presenta a Grahame en sesiones intensivas de terapia ante la cámara con la psicoterapeuta Mandy Saligari, durante las cuales Grahame habló sobre su depresión y anorexia.
 

Grahame apareció a menudo en el panel de Big Brother's Bit on the Side. En 2017, Grahame fue invitada especial en los premios de Big Brother Canadá. En 2018, Grahame entró en la casa de Big Brother por última vez. Hablando de que era la última temporada, Grahame dijo:
Hay algo en esta casa donde nada más importa. Big Brother ha jugado un papel muy importante en mi vida, la ha cambiado para mejor. No me arrepiento de nada, de nada. Siempre tendrá un lugar en mi corazón. Gracias Big Brother por todo. Literalmente, por todo.

## Vida personal
A los 18 años, Grahame se puso implantes mamarios en el National Health Service porque su anorexia la había dejado con el pecho plano. En abril de 2007, Grahame dijo que se había sometido a una cirugía plástica correctiva de los implantes mamarios para arreglar las "ondulaciones" dejadas por la primera operación.
En octubre de 2011, Grahame confirmó que había recaído y que volvía a sufrir anorexia, declarando que se había internado en su undécima institución. En 2012, Grahame fue internada tras sufrir una sobredosis.

## Muerte
En marzo de 2021, la familia de Grahame anunció que había vuelto a recaer, que "se siente constantemente débil y está luchando día a día", y que quería recuperarse pero sentía que era "imposible". Abrieron una recaudación de fondos en GoFundMe para pagar un tratamiento privado porque los tratamientos del NHS habían "fracasado". La familia afirmó haber "agotado todas las vías posibles" y recaudado más de 60.000 libras para el tratamiento de Grahame. El 24 de marzo, tras una caída, Grahame ingresó en el Dorset County Hospital, donde permaneció hasta que le dieron el alta el 8 de abril. Al día siguiente, la encontraron muerta en su piso de Stanmore; había fallecido por complicaciones de la anorexia nerviosa a la edad de 38 años. Tenía previsto ingresar en un centro privado de Devon para recibir tratamiento especializado la semana siguiente. En el momento de su muerte, Grahame pesaba menos de 30 kilogramos (66,1 lb).
Se emitió un homenaje a Grahame al comienzo del episodio 18 de Big Brother Canadá 9. La semana siguiente a la muerte de Grahame, se reabrió su página GoFundMe para recaudar dinero para su funeral y para organizaciones benéficas de trastornos alimentarios.

## Filmografía
| Año              | Programa                                | Papel                   | Notas                                                                               |
| ---------------- | --------------------------------------- | ----------------------- | ----------------------------------------------------------------------------------- |
| 2003             | EastEnders                              | Extra                   |                                                                                     |
| 2003             | Dream Team                              | Esposa de futbolista    | Papel menor                                                                         |
| 2003             | Blind Date                              | Concursante             | 1 episodio                                                                          |
| 2006             | Big Brother UK 7                        | Concursante             | Originalmente eliminada en el día 58, regresa en el día 83, termina en quinto lugar |
| 2006             | Princess Nikki                          | Ella misma              | Papel principal; una temporada                                                      |
| 2006             | The Jeremy Kyle Show                    | Ella misma              | 1 episodio                                                                          |
| 2006             | Big Brother Uncut                       | Ella misma              |                                                                                     |
| 2006             | The Friday Night Project                | Presentadora invitada   | 1 episodio                                                                          |
| 2006, 2009, 2010 | TMi                                     | Ella misma              | 3 episodios                                                                         |
| 2006–2020        | This Morning                            | Ella misma              | Invitada; 6 episodios                                                               |
| 2007             | 8 Out of 10 Cats: Big Brother Special   | Panelista invitada      | 1 episodio                                                                          |
| 2007             | Weakest Link                            | Concursante             | Especial de celebridades, 1 episodio                                                |
| 2007             | Celebrity Soup                          | Copresentadora invitada | 3 episodios                                                                         |
| 2007–2010        | Big Brother's Little Brother            | Panelista               |                                                                                     |
| 2007–2009        | Big Brother's Big Mouth                 | Panelista               |                                                                                     |
| 2008             | Balls of Steel                          | Ella misma              | 1 episodio                                                                          |
| 2008             | CelebAir                                | Ella misma              | 1 episodio                                                                          |
| 2008             | Supersize vs Superskinny                | Ella misma              | 1 episodio                                                                          |
| 2008             | Celebrity Juice                         | Ella misma              | Invitada; 1 episodio                                                                |
| 2010             | Ultimate Big Brother                    | Concursante             | Terminó en segundo lugar                                                            |
| 2011–2018        | Big Brother's Bit on the Side           | Panelista               |                                                                                     |
| 2011–2018        | Celebrity Big Brother's Bit on the Side | Panelista               |                                                                                     |
| 2012             | Celebrity Coach Trip                    | Ella misma              | Emparejada con Aisleyne; primeras eliminadas                                        |
| 2015             | Big Brother                             | Guest Housemate         | temporada 16                                                                        |
| 2015             | The Family Outing                       | Nina                    | Película                                                                            |
| 2015             | Pointless Celebrities                   | Concursante             | 1 episodio                                                                          |
| 2016             | Big Brother Canada 4                    | Concursante             | Terminó en sexto lugar                                                              |
| 2016             | Loose Women                             | Ella misma              | Invitada; 1 episodio                                                                |
| 2017             | In Therapy                              | Ella misma              | 1 episodio                                                                          |
| 2018             | The Story of Reality TV                 | Ella misma              | Documental televisivo                                                               |
| 2019             | Britain's Got More Talent               | Ella misma              | 1 episodio, con Aisleyne                                                            |
| 2020             | Big Brother: Best Shows Ever            | Ella misma              | Aparición como invitada                                                             |
| 2022             | Nikki Grahame: Who Is She?              | Tema                    | Documental de Channel 4 que narra la vida de Grahame y su lucha con la anorexia     |

## Premios
| Año  | Premio                     | Categoría                        | Resultado |
| ---- | -------------------------- | -------------------------------- | --------- |
| 2006 | National Television Awards | Aspirante televisivo más popular | Ganadora  |

## Libros
- 2009: Dying to Be Thin (autobiografía)[67]
- 2012: Fragile (autobiografía)[68]